# پروانه‌های میرزاخانی
پروانه‌های میرزاخانی (نام علمی: Mirzakhania) یکی از سره‌های پروانه‌ها از خانواده گرگ‌پروانگان (Lycaenidae) است.